# Nuốc bụng vàng
Harpactes oreskios là một loài chim trong họ Trogonidae.